# Scapanorhynchus
A Scapanorhynchus a porcos halak (Chondrichthyes) osztályának heringcápa-alakúak (Lamniformes) rendjébe, ezen belül a szellemcápafélék (Mitsukurinidae) családjába tartozó fosszilis nem.

## Tudnivalók
A Scapanorhynchus, azaz „ásó orrú” a kréta időszak egyik különleges porcos halneme. Mivel igen hasonlít a ma is élő fura megjelenésű koboldcápára (Mitsukurina owstoni), egyes szakértők azonosnak tartják a két állatot, emiatt a Scapanorhynchus olykor Scapanorhynchus owstoni néven a koboldcápa szinonimájaként szerepel. Más őslénykutatók viszont látnak elég különbséget a két állat között, ahhoz, hogy külön nembe sorolják.
A fosszilis porcos halnak, épp úgy, mint a mai rokonának meghosszabbodott és lapított orra volt. Fogai hegyes, vésőalakúak a halak feldarabolására alkalmasak. A Scapanorhynchus raphiodon kis, 65 centiméter állat volt, míg a Scapanorhynchus texanus elérte a 3 méteres hosszúságot is.

## Rendszerezés
A nembe eddig 4 fosszilis faj tartozik:
- Scapanorhynchus lewisii (Davis, 1887) - típusfaj
- Scapanorhynchus texanus (Romer, 1849)
- Scapanorhynchus rapax (Quaas, 1902)
- Scapanorhynchus raphiodon (Agassiz, 1843)

## Fordítás

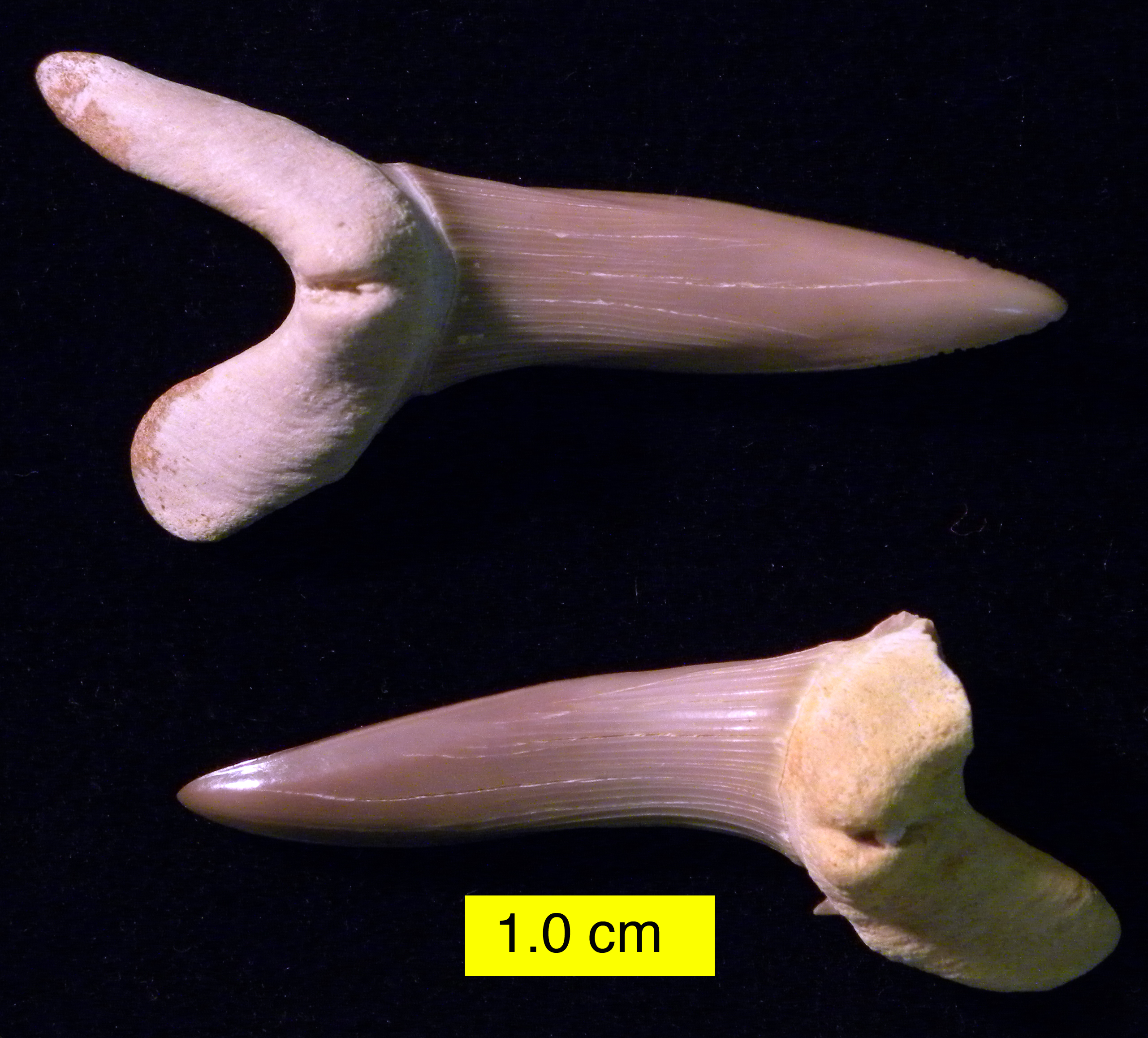
A Scapanorhynchus texanus fogai egy izraeli múzeumban

- Ez a szócikk részben vagy egészben  a   Scapanorhynchus című angol Wikipédia-szócikk ezen változatának fordításán alapul.  Az eredeti cikk szerkesztőit annak laptörténete sorolja fel. Ez a jelzés csupán a megfogalmazás eredetét és a szerzői jogokat jelzi, nem szolgál a cikkben szereplő információk forrásmegjelöléseként.